# Lenka Jiroušková
Lenka Jiroušková (* 24. Januar 1971 in Česká Lípa) ist eine tschechische Mittellateinerin.

## Leben
Nach dem Abitur 1989 studierte sie Bohemistik und klassische Philologie (Latein) an der Karls-Universität Prag und der Masaryk-Universität Brünn. Nach einer Beschäftigung als Wissenschaftliche Mitarbeiterin am Institut für Klassische Studien der Akademie der Wissenschaften der Tschechischen Republik (1997–1998) erfolgte eine wissenschaftliche Tätigkeit an der Universität Erlangen-Nürnberg (1998–2005), wo sie mit summa cum laude 2003 promoviert wurde. Seit November 2005 war sie als wissenschaftliche Assistentin (seit 2010 akademische Rätin auf Zeit) am Seminar für Lateinische Philologie des Mittelalters an der Albert-Ludwigs-Universität Freiburg tätig. Nach der Habilitation im Fach Mittellatein 2012 wurde ihr die venia legendi ebendort verliehen. Lenka Jiroušková vertrat im Sommersemester 2012 die Professur am Mittellateinischen Seminar der Universität Freiburg und nahm vom 1. Oktober 2013 bis 31. Juli 2014 eine Fellowship am FRIAS wahr. Im Sommersemester 2015 und Wintersemester 2015/16 vertrat sie die Professur für Mittel- und Neulateinische Philologie an der Universität Göttingen. Vom Sommersemester 2016 bis zum Sommersemester 2017 vertrat sie die damals vakante Professur für Lateinische Philologie des Mittelalters an der Universität Freiburg.
Danach begann sie eine Tätigkeit als wissenschaftliche Mitarbeiterin an der Universität  Würzburg und vervollständigte ihre 2016 begonnene Ausbildung zur Yogalehrerin. Sie übt (Stand Januar 2020) diesen Beruf in Göttingen aus.
Ihre Forschungsschwerpunkte sind Hagiographie, Visionsliteratur, narrative Texte des Mittelalters, mediävistische Komparatistik (Latein – Alttschechisch), mediävistische Editionswissenschaft, Texteditionen (Latein und Alttschechisch), Retextualisierung und Rekontextualisierung mittelalterlicher Literatur, gebrauchsbedingte Form- und Funktionsverwandlungen mittelalterlicher Texte, Handschriftliche Überlieferung mittelalterlicher Texte und ihre literarisch-funktionale Aspekte in konkreten (kodikologischen wie literarhistorischen) Kontexten, lateinische und alttschechische Literatur im mittelalterlichen Böhmen (mit besonderem Schwerpunkt in der Zeit der Luxemburger) und vernakulare Bearbeitungen lateinischer Stoffe.

## Schriften (Auswahl)
- als Herausgeberin: Speculum medii aevi. Zrcadlo středověku. Sborník přednášek proslovených v rámci cyklu o kultuře středověku, který proběhl na Filozofické fakultě Univerzity Karlovy v Praze v únoru až květnu 1998. KLP, Prag 1998, ISBN 80-85917-47-5.
- als Herausgeberin: Jaroslav Kolár: Návraty bez konce. Studie k starší české literatuře. Atlantis, Brno 1999, ISBN 80-7108-190-6.
- als Herausgeberin mit Klaus Herbers und Bernhard Vogel: Mirakelberichte des frühen und hohen Mittelalters (= Ausgewählte Quellen zur deutschen Geschichte des Mittelalters. Band 43). Wiss. Buchges., Darmstadt 2005, ISBN 3-534-16475-X.
- Die Visio Pauli. Wege und Wandlungen einer orientalischen Apokryphe im lateinischen Mittelalter unter Einschluß der alttschechischen und deutschsprachigen Textzeugen (= Mittellateinische Studien und Texte. Band 34). Brill, Leiden u. a. 2006, ISBN 978-3-11-020364-6 (zugleich Dissertation, Erlangen-Nürnberg 2003).
- Der heilige Wikingerkönig Olav Haraldsson und sein hagiographisches Dossier. Text und Kontext der Passio Olavi  (= Mittellateinische Studien und Texte. Band 46). Brill, Leiden u. a. 2014, ISBN 978-90-04-26413-7 (zugleich Habilitationsschrift, Freiburg 2012).